# Apostolische Präfektur Chaotung
Die in Zhaotung, Yunnan, Volksrepublik China gelegene Apostolische Präfektur Chaotung wurde am 8. April 1935 gegründet. Wie die meisten Bistümer Chinas ist auch die Präfektur Chaotungs aus Schutz vor der kommunistischen Regierung in den Untergrund abgetaucht, so dass es keine weiteren Informationen mehr über sie gibt.